# Hypena albifascialis
Hypena albifascialis är en fjärilsart som beskrevs av Arnold Pagenstecher 1884. Hypena albifascialis ingår i släktet Hypena och familjen nattflyn. Inga underarter finns listade i Catalogue of Life.